# Carex garberi
Carex garberi là một loài thực vật có hoa trong họ Cói. Loài này được Fernald mô tả khoa học đầu tiên năm 1935.